# استون مارتین ونتیج (۲۰۱۸)
استون مارتین ونتیج (به انگلیسی: Aston Martin Vantage) یک خودروی اسپورت دونفره است که توسط خودروساز لوکس بریتانیایی، استون مارتین و به عنوان جایگزینی برای مدل قبلی که به مدت ۱۲ سال روی خط تولید بود، تولید می‌شود. این خودرو در تاریخ ۲۱ نوامبر ۲۰۱۷ رونمایی شد.
فروش و تحویل ونتیج‌های جدید از ماه ژوئن ۲۰۱۸ و با قیمت ۱۴۹٬۹۹۵ دلار آغاز شد.

## مشخصات و عملکرد

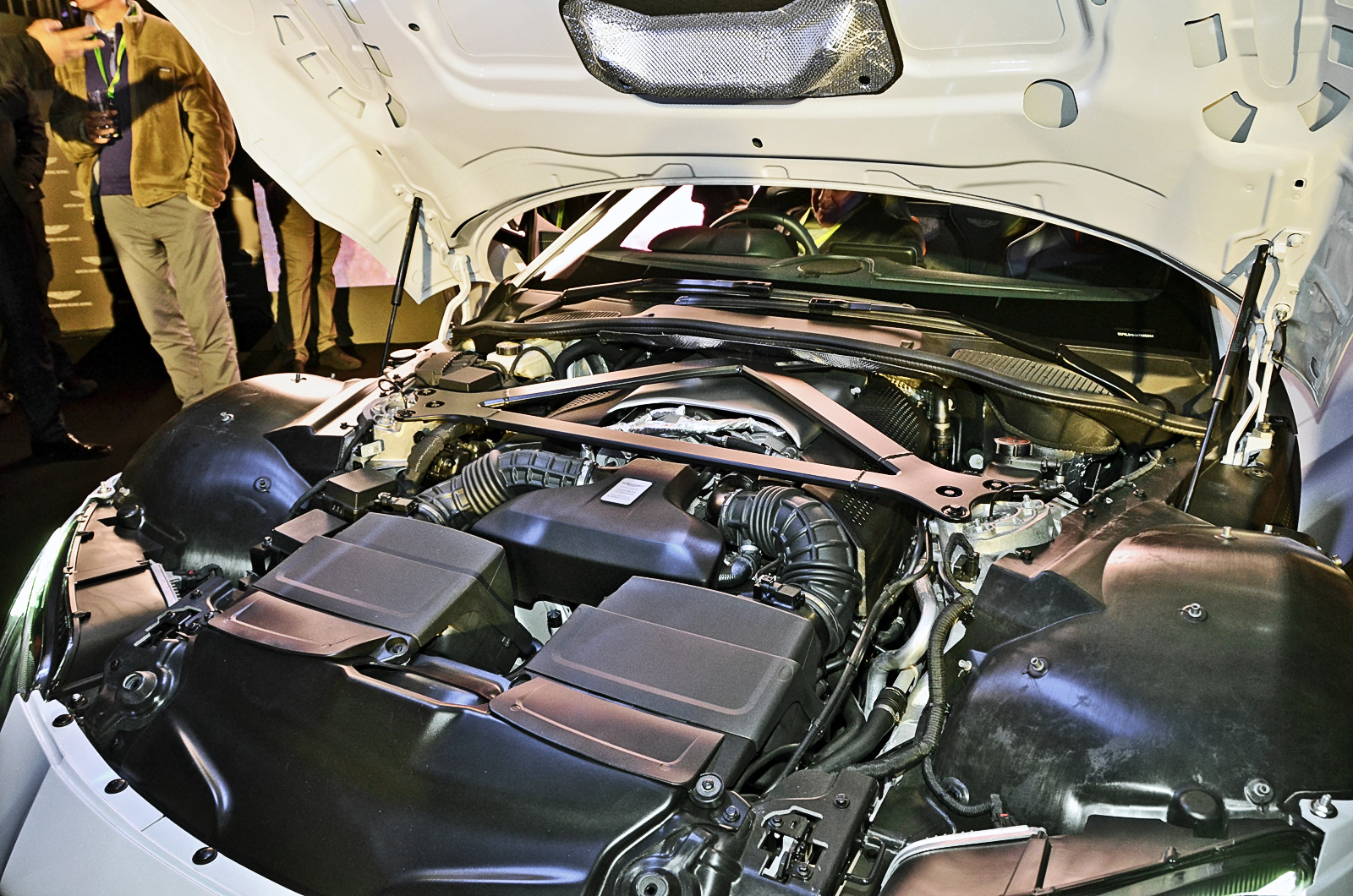
پیشرانهٔ ام۱۷۷ وی۸ با دو توربوشارژر

استون مارتین ونتیج جدید، بر روی یک شاسی جدید و مشترک با مدل دی‌بی۱۱ شکل گرفته‌است، و همانند دی‌بی۱۱ از پیشرانه و فناوری مرسدس-بنز بهره‌مند است. ونتیج به موتور ۴٫۰ لیتری وی۸ با توربوشارژر دوگانه ام۱۷۷ مرسدس-آام‌گ مجهز است که به یاری سامانهٔ COMAND مرسدس بنز، توانایی تولید ۵۰۳ اسب بخار (۳۷۵ کیلووات) نیرو و ۶۸۵ نیوتن متر (۵۰۵ پوند-فوت) گشتاور را دارد.
این خودرو شتاب ۰–۱۰۰ کیلومتر بر ساعت (۰–۶۲ مایل بر ساعت) را در مدت ۳٫۶ ثانیه می‌پیماید و بیشینه سرعت آن نیز به ۳۱۴ کیلومتر بر ساعت (۱۹۵ مایل بر ساعت) می‌رسد. ونتیج از یک جعبه‌دندهٔ ۸ سرعتهٔ خودکار ساخت شرکت زداف فریدریشسهافن نصب شده در عقب خودرو سود می‌برد؛ و در زمانی که ترکیب جعبه‌دندهٔ دستی با موتور وی۸ مرسدس-آام‌گ در دسترس خودروسازان قرار گیرد، اولین خودرویی خواهد بود که از این ترکیب بهره‌مند می‌شود. برای دستیابی به تقسیم وزن ۵۰/۵۰ در عقب و جلوی خودرو، پیشرانهٔ ونتیج تا حد امکان در عقب‌ترین بخش قسمت جلویی شاسی نصب شده‌است. ونتیج جدید اولین خودروی تولیدی استون مارتین است که از دیفرانسیل الکترونیکی با توانایی انتقال گشتاور متغیر به هر چرخ مجهز می‌شود. با وجود اینکه این خودرو بر روی پلتفرم یکپارچهٔ کاملاً جدید مشترک با مدل دی‌بی۱۱ ساخته شده‌است، اما ۷۰٪ از قطعات آن به‌طور اختصاصی برای ونتیج ساخته شده‌اند.

## طراحی

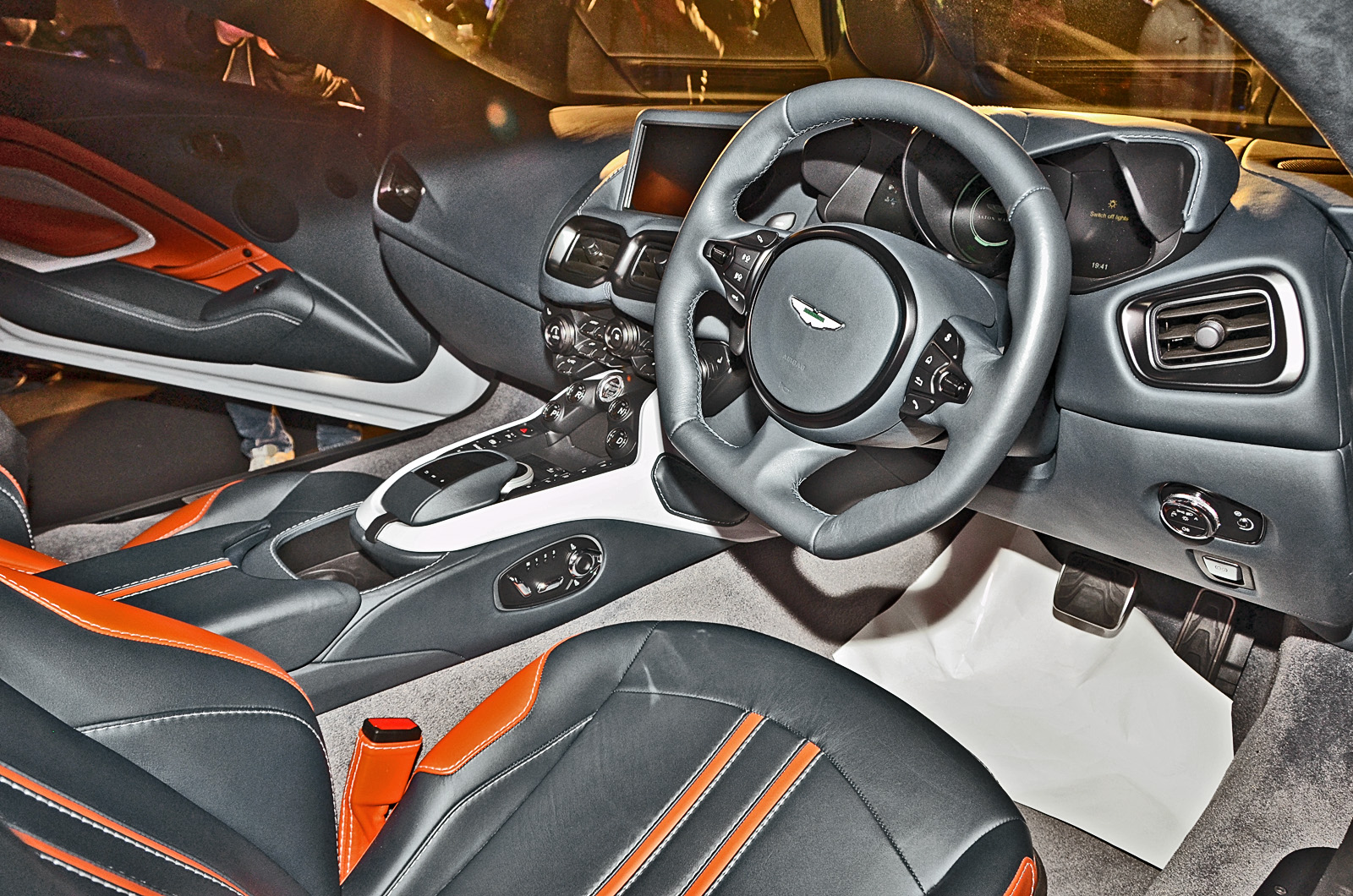
نمای داخلی

طراحی ونتیج جدید از استون مارتین وولکان، که یک خودروی مخصوص پیست است، و استون مارتین دی‌بی۱۰، که با هدف استفاده در فیلم اسپکتر جیمز باند ساخته‌شد، الهام گرفته‌است. جلوپنجرهٔ این خودرو، که به‌طور ویژه با الهام از مدل وولکان طراحی شده، به خنک شدن مؤثرتر پیشرانه کمک می‌کند.
پیکربندی داخلی ونتیج، بجز تعداد سرنشین‌ها، در باقی موارد از جمله طراحی کنسول میانی، با مدل دی‌بی۱۱ متفاوت است. کنسول میانی ونتیج دارای طراحی درهم‌ریخته‌تر بوده و از نمایشگرهای جداگانه برای سیستم تهویه مطبوع خودکار بهره‌مند است و همچنین فاقد سیستم پخش دیسک نوری می‌باشد. در حالی که در مدل دی‌بی۱۱، کنسول میانی بیشتر با رعایت اصول زیبایی بصری طراحی شده و کلیدها و سوییچ‌ها با فاصله از یکدیگر جایگذاری شده‌اند. با هدف کاهش وزن خالص خودرو، در مدل ونتیج امکاناتی همچون محفظهٔ دستکش سرنشین حذف شده و کنسول میانی ساده‌تر طراحی شده‌است.